# Cazeaux (rivière)
Pour la rivière canadienne, voir Rivière Cazeau.
Pour les articles homonymes, voir Cazeaux.
Le ruisseau de Cazeaux est un cours d'eau qui traverse le département des Landes et un affluent droit du Luy dans le bassin versant de l'Adour.

## Géographie
D'une longueur de 10,6 kilomètres, il prend sa source sur la commune de Baigts (Landes), à l'altitude 90 mètres, sous le nom de ruisseau de Baron.
Il coule d'est en ouest et se jette dans le Luy à Ozourt (Landes), à l'altitude 20 mètres.

## Communes et cantons traversés
Dans le département des Landes, le ruisseau de Cazeaux traverse cinq communes et deux cantons : dans le sens amont vers aval : Baigts (source), Montfort-en-Chalosse, Gibret, Poyartin et Ozourt (confluence).
Soit en termes de cantons, le ruisseau de Cazeaux prend source dans le canton de Mugron et conflue dans le canton de Montfort-en-Chalosse.

## Affluents
Le ruisseau de Cazeaux a un affluent référencé :
- le ruisseau du Pont du Haou (rg).